# Ingela Arrbrant
Ingela Arrbrant, född 5 december 1975, är en svensk koreograf och dansare, utbildad vid Performing Arts School i Göteborg. 

## Biografi

### Privatliv
Arrbrant sökte först en folkhögskoleutbildning i Sköne med dansinriktning. Därefter följde en tre-årig yrkesutbildning i dans på Dansforum i Göteborg.

### Karriär
Undee sin utbildning blev Ingela Arrbrant utnämnd till årets dansare av Margot och Tobis Stiftelse.[källa behövs] År 2005 uppgav hon att "Den största milstolpen [...] var när hon under ett halvår dansade i uppsättningen av Cabaret i Malmö. År 2012 öppnade hon en dansstudio i Västervik.
Som koreograf har hon jobbat både i Sverige och utomlands med olika produktioner och på flera teatrar (bland annat Wallmans Intiman). Hon har bland annat koreograferat åt dance/pop-gruppen NEXX och vinnaren av svenska Idol 2008, Kevin Borg.[källa behövs] Hon var även Team Picassos koreograf i Körslaget 2010.